# Moscheea Niujie
Moscheea Niujie  (în chineză simplificată: 牛街礼拜寺; chineză tradițională: 牛街禮拜寺; pinyin: Niújiē lǐbàisì; Wade–Giles: Niu-chieh Li-pai-ssu „Moscheea din strada vitelor“), este cea mai veche moschee din Beijing, China. Ea a fost clădită în timpul dinastiei  mongole Kitan (Liao) (916-1125) fiind în anul 996 o clădire mai mică, care a fost ulterior extinsă în timpul dinastiilor mongole și a dinastiei chineze Qing.
Moscheea este un amestec de motive arabe chineze, ocupă o suprafață de aproape 6000 de m2 având trei curți închise. Clădirea „Wangyuelou” servește la obsevarea corpurilor cerești, pe când din clădirea „Bangkelou” sunt chemați credicioșii la slujbă. Ca și în alte moschei și aici sunt încăperi de lectură, biblioteci, locuri de spălare a credincioșilor înainte de slujbă. In spatele moscheii se află plăci de piatră cu scrieri arabe și persiene din timpul lui Kublai și a dominației persane.
Azi moscheea este dclarată în China monument național fiind vizitată mai ales de credincioșii musulmani uiguri (popor turco-mongol) și hui (o minoritate chineză).